# Artotyrites
 (septembre 2009).
Si vous disposez d'ouvrages ou d'articles de référence ou si vous connaissez des sites web de qualité traitant du thème abordé ici, merci de compléter l'article en donnant les références utiles à sa vérifiabilité et en les liant à la section « Notes et références ».
Les Artotyrites, parfois artotirites[source insuffisante] sont un groupe de chrétiens, peut-être liés aux montanistes, apparu au IIe siècle ap. J.-C. en Galatie. Ils admettaient les femmes à la prêtrise et leur permettaient de parler dans leurs assemblées. Dans le sacrement de l'eucharistie, ils se servaient de pain et de fromage, ou de pain cuit avec du fromage (d'où leur nom), en arguant que les premiers hommes offraient à Dieu en offrande en plus des fruits de la terre, les produits de leurs troupeaux. Ils sont cités par saint Jérôme, par saint Augustin et par saint Épiphane dans son Panarion ; tous trois les considèrent comme hérétiques.

## Chez saint Jérôme
« Ma tâche serait longue si, après l'Apôtre et les saintes Écritures, j'essayais de signaler les vices ou les vertus de chaque nation. Quoi qu'il en soit, nous voilà parvenus à la démonstration de cette proposition; à savoir que les Galates se sont toujours fait remarquer par leur folie et leur mauvais naturel. Quiconque a visité Ancyre, leur métropole, sait comme moi par combien de schismes elle a été divisée et souillée, jusqu'à nos jours. Il me suffira de citer les Cataphryges, les Ophites, les Lorborites et les Manichéens. Nous commençons à connaître les noms de ces fléaux de l'humanité. Mais qui jamais, dans aucune partie de l'empire romain, a entendu parler des Passaloryncites, des Ascodrobes, des Artotyrites, et autres sectes plus nombreuses que les dénominations diverses qu'on peut leur appliquer ? Les traces de ces antiques aberrations se sont conservées jusqu'à nos jours. »